# Edvard Engelsaas
Edvard Larsen Engelsaas (17. listopadu 1872 Trondhjem – 30. srpna 1902) byl norský rychlobruslař.
Původně byl krasobruslařem, rychlobruslení se začal věnovat v první polovině 90. let 19. století. V roce 1895 se poprvé zúčastnil norského rychlobruslařského šampionátu a Mistrovství světa v rychlobruslení. Největších úspěchů dosáhl v roce 1900, kdy nejprve zvítězil na národním mistrovství a následně získal na světovém šampionátu titul mistra světa. Poslední závody absolvoval v roce 1901. Zemřel o rok později na následky srdeční choroby.